# Clint Lowery
Clint Lowery (Nacido en el 15 de diciembre de 1971) es un Guitarrista de Heavy metal. Lowery actualmente toca la guitarra en la banda Sevendust y desempeñó como el guitarrista de gira de Korn la mayor parte de 2007. Pertenecía a una banda que había fundado con su hermano, pero se deshizo en 2003, ahora en Dark New Day.
El 5 de julio, el guitarrista de gira de Korn -y miembro de Dark New Day- Clint Lowery protagonizó un incidente que hizo que lo detuvieran. Según parece el músico altamente alcoholizado destrozó la habitación de hotel en la que se alojaba con su banda, en Piestany Eslovaquia. Lowery, una vez pasados los efectos del alcohol, pidió perdón por sus actos y pagó por los destrozos causados.
Debido a una emergencia familiar, Clint se vio obligado a salir de Korn un mes antes de lo previsto, y fue reemplazado por Shane Gibson, entró en el estudio en septiembre de 2007 para comenzar a grabar un nuevo álbum con Dark New Day. El 26 de marzo de 2008, se anunció que se había reincorporado a Clint Sevendust, poniendo el futuro de Dark New Day y el lanzamiento de su nuevo álbum en cuestión. 
Él fue el guitarrista principal de la banda Sevendust, formada en 1994. Finalmente decide abandonar la banda en el año 2004, regresando en 2008.
En el periodo en el que estuvo en Sevendust, participó en el tributo al músico de la banda de Snot, James Lynn Strait.
En el año 1997 lanza su primer disco junto a su banda, simplemente llamado "sevendust"
en el año 1999 lanza su segundo disco titulado "Home". Además en ese mismo año, la banda participa en el festival de Woodstock.
- Datos: Q2357947
- Multimedia: Clint Lowery / Q2357947